# ブークル・ド・ロルヌ
ブークル・ド・ロルヌ（Boucles de l'Aulne）は、例年5月下旬ないし6月上旬にフランス、フィニステール県で行われる、自転車競技、ロードレースにおける、ワンデイレースの名称。UCIヨーロッパツアー1.1カテゴリ。

## 概要
1889年創設の歴史あるレース。
1931年にグランプリ・ル・テレグラム(Grand Prix Le Télégramme)という名称となり、1938年まで用いられた。その後1945年より2000年まで、シルキュイ・ド・ロルヌ(Circuit de l'Aulne)と呼ばれ、2001年より当名称となった。

## 歴代優勝者
1931年以降。1933年は2人制(ペア）で行われた。